# Too Much Love Will Kill You
〈Too Much Love Will Kill You〉는 영국의 기타리스트인 퀸의 브라이언 메이, 프랭크 머스커, 엘리자베스 레이머스가 쓴 곡이다. 이 노래는 5월의 첫 결혼생활의 붕괴와 미래의 아내인 아니타 돕슨에 대한 매력을 반영했다. 이 곡은 1988년경 또는 그 이전에 처음 녹음되었고 1989년에《The Miracle》 음반에 포함될 예정이었으나, 음반의 모든 곡들을 개인이 아닌 그룹으로 작곡하기로 한 결정에 따른 법적 분쟁으로 인해 수록되지 않았다.
1991년 프레디 머큐리가 사망한 후, 브라이언 메이는 그가 1992년 프레디 머큐리 추모 콘서트에서 공연했던 솔로 버전을 편곡한 후 같은 해에 그의 솔로 음반 《Back to the Light》에 수록했다. 싱글로 발매된 영국 싱글 차트에서는 5위, 벨기에에서는 2위, 네덜란드에서 1위를 차지했다. 이 곡은 프레디 머큐리가 죽기 몇 년 전에 실제로 작곡 됐음에도 불구하고, 그의 추모공연에서 공식적으로 처음 연주되어 프레디 머큐리에 대한 추모로 쓰여(작곡)졌다고 일반적으로 오해한다.
1989년에 머큐리가 보컬을 맡으면서 녹음된 이 노래의 버전은 이 밴드의 1995년 음반 《Made in Heaven》에 포함되었다. 1996년 싱글로 발매된 이 버전은 유럽에서 브라이언의 원래 버전보다 덜 성공적이었지만, 북미에서 처음으로 차트에 올랐다.

## 퀸 버전
1995년, 퀸의 나머지 멤버들은 머큐리가 죽은 지 4년 후에 발매된 《Made in Heaven》 음반에 머큐리를 보컬로 한 〈Too Much Love Will Kill You〉의 원곡을 포함시키기로 결정했다. 퀸의 버전은 키보드와 일렉트릭 기타를 많이 사용하는 1980년대 후반의 파워 발라드의 특징이다. 이 곡은 영국 싱글 차트에서 15위에 올랐고 1996년 캐나다의 RPM 톱 싱글 차트에서 19위에 올랐다.

## 인증
| 국가                       | 인증 | 판매량/출하량 |
| -------------------------- | ---- | ------------- |
| 네덜란드 (NVPI)            | 골드 | 50,000^       |
| 영국 (BPI)                 | 실버 | 200,000^      |
| ^출하량을 기반으로 한 인증 |      |               |